# Zbigniew Herbert
Zbigniew Bolesław Ryszard Herbert, conegut habitualment com a Zbigniew Herbert AFI ['zbiɡɲɛf ˈxɛrbɛrt], ( ? i  escolteu-ne la pronunciació en polonès), (29 d'octubre de 1924 a Lviv - 28 de juliol de 1998 a Varsòvia) – fou un poeta, assagista i dramaturg polonès, creador del famós cicle poètic "Senyor Cogito", autor d'obres per a radioteatre; condecorat pòstumament amb l'Orde de l'Àliga Blanca. Guanyador de vint premis literaris, des de finals dels seixanta, va ser un dels contendents més seriosos del Premi Nobel de Literatura.
Membre del moviment de resistència polonès Armia Krajowa (AK) durant la Segona Guerra Mundial, és un dels escriptors polonesos més coneguts i més traduïts de la postguerra.

Herbert afirmava ser un parent llunyà del poeta anglo-gal·lès del segle xvii George Herbert.
Herbert va ser educat com a economista i advocat. Fou un dels poetes principals de l'oposició polonesa al comunisme. A partir de 1986, va viure a París, on va col·laborar amb la revista Zeszyty Literackie. Va tornar a Polònia el 1992. L'1 de juliol de 2007 el govern polonès va instituir el 2008 com a Any Zbigniew Herbert. El 2013, es va establir el Premi Literari Internacional Zbigniew Herbert, en honor del poeta i del seu llegat literari.

## Biografia

### 1924–1956

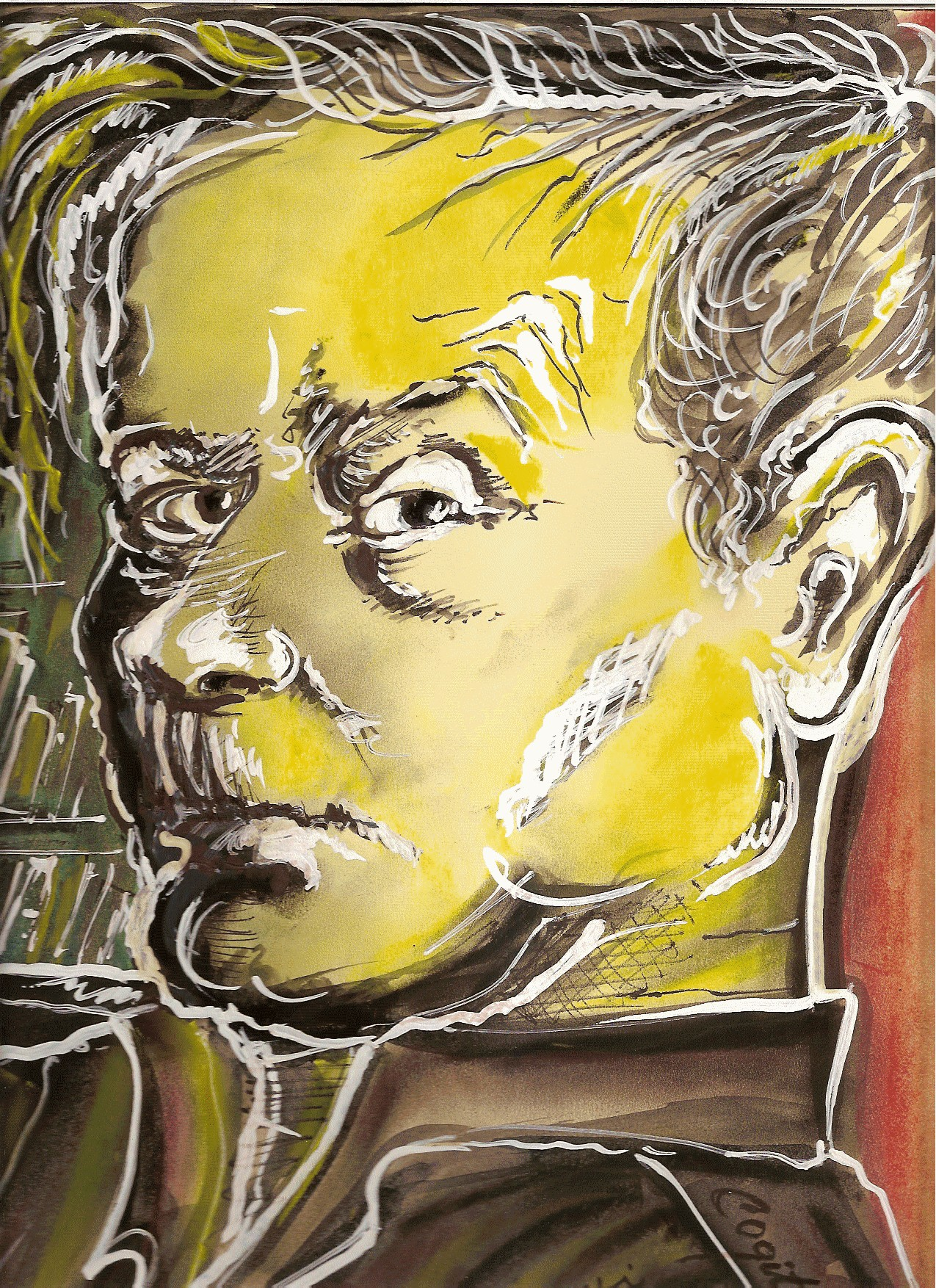
Retrat del poeta per Zbigniew Kresowaty

La família Herbert, probablement d'origen anglès, va arribar a Galítsia des de Viena. El pare del poeta, Bolesław (que era mig armeni), legionari i defensor de Lwów, era advocat de professió i treballava com a director d'un banc. La mare de Zbigniew, Maria, procedia de la família Kaniaków.
Abans de la guerra, Zbigniew Herbert va assistir al Państwowe VIII Gimnazjum i Liceum im. Króla Kazimierza Wielkiego de Lwów (durant l'ocupació soviètica el nom es va canviar a Średnią Szkołę Nr 14), on el seu professor era el germanista Jan Zakrzewski, i com a company d'escola tenia Zdzisław Ruziewicz. Després de l'ocupació de Lwów pels alemanys, va continuar els seus estudis en secret, on va obtenir el seu diploma de batxillerat (gener de 1943). Al mateix temps, probablement va estar involucrat en activitats clandestines (AK). Durant l'ocupació, va treballar, entre d'altres com a alimentador de polls per a la producció de vacunes antitifoides en l'Institut de professor Rudolf Weigl i com a venedor en una botiga de materials metàl·lics. Després de graduar-se a l'escola secundària, va començar a estudiar estudis polonesos a la Universitat clandestina Jan Kazimierz a Lviv, però els va interrompre per la seva partida a Cracòvia (a finals de març de 1944, abans que l'Exèrcit Roig tornés a entrar a Lwów). Després de la guerra, Lwów es va convertir en una ciutat soviètica d'Ucraïna, ja no a les fronteres poloneses. La seva anterior població polonesa havia estat expulsada. La pèrdua de la seva estimada ciutat natal, i la sensació d'estar desarrelat, van ser motius importants en les seves obres posteriors.
Inicialment, va viure a Proszowice prop de Cracòvia (maig de 1944 - gener de 1945). A Cracòvia va estudiar economia, també va assistir a classes a la Universitat Jagellònica i a l'Acadèmia de Belles Arts. El 1947 obtingué el diploma de l'[[Universitat d'Economia 
de Cracòvia|Acadèmia Comercial]], després de tres anys d'estudi. Va continuar els seus estudis jurídics a Cracòvia a la Universitat Universitat Nicolau Copèrnic de Toruń, on el 1949 va obtenir la seva llicenciatura en dret. El mateix any, va ser admès al segon any de filosofia a la Universitat Nicolau Copèrnic de Toruń, on va estudiar el seu darrer mestre - Henryk Elzenberg. A partir de 1948, va viure a Sopot, on els seus pares s'havien mudat el 1946. Va realitzar diverses activitats: va treballar al Banc Nacional de Polònia a Gdynia (1 de març al 30 de juny de 1948), va editar la Revisió de Kupiecki ("Przegląd Kupiecki"), va treballar a l'oficina de la delegació de Gdańsk de la Unió d'Escriptors Polonesos (1949-1950). Allí va conèixer Halina Misiołkowa; la seva relació va durar fins a 1957. El 1948 es va convertir en membre candidat de la Unió d'Escriptors, però hi va renunciar el 1951. Es va unir novament a la Unió el 1955.
El 1949 Herbert es va traslladar a Toruń, i va treballar al Museu del Districte i a l'escola primària com a professor.
A la tardor de 1951 el poeta es va traslladar a la Universitat de Varsòvia, on va continuar estudiant filosofia durant un temps. Al principi, va viure sol en condicions molt pobres a Brwinów, una ciutat de la rodalia de Varsòvia, però després (des de 1952 fins a gener de 1957), va viure a Varsòvia, al carrer de Wiejska, en un apartament ocupat per un total de 12 persones.. Posteriorment, Herbert es va traslladar a un pis a Aleje Jerozolimskie.
Va intentar viure de la seva feina com a escriptora. No obstant això, atès que no seguia l'estil sociorealista oficial de la literatura i no volia escriure propaganda política, això va resultar infructuós. Va publicar crítiques i ressenyes teatrals i musicals d'exposicions que ignoraven els criteris de l'art sociorealista. El 1948 el setmanari Tygodnik Wybrzeża va publicar el seu cicle Poetyka dla Laików (Poesia per a laics). Herbert també va publicar alguns dels seus comentaris a la revista Słowo Powszechne el 1949 sota el seu nom real i un any més tard sota un nom de ploma, Patryk. El mateix va passar amb la seva publicació a Tygodnik Powszechny. El 1952 Przegląd Powszechny va publicar algunes de les seves ressenyes sota un nom de ploma - Bolesław Hertyński.
Publicà sota el nom de ploma Stefan Martha a Dziś i Jutro, la revista de l'Associació PAX (1950-1953). Aquestes publicacions periòdiques, que representaven diverses tendències catòliques, eren legals, però funcionaven al marge de la vida literària i social, i eren per a la propaganda oficial un hàbitat de "reacció negra". PAX va voler "col·laborar" amb el govern comunista, mentre que Tygodnik Powszechny va adoptar una postura més opositora (era legal, però la seva circulació era limitada). Herbert va acabar definitivament la seva cooperació amb PAX el 1953. Przegląd Powszechny va ser tancada i Tygodnik Powszechny va ser transferida a PAX després que es negués a publicar un obituari de la mort de Ióssif Stalin. En aquesta situació, Herbert va decidir que la seva cooperació amb PAX era impossible.
Durant aquest temps, també va guanyar diners preparant biografies i registres de biblioteques. De gener a juliol de 1952, fou donant de sang retribuït. També va haver d'emprendre una feina que no estava relacionada amb l'escriptura de nou. Va treballar com a cronometrador a Inwalidzka Spółdzielnia Emerytów Nauczycieli "Wspólna Sprawa"(de l'1 d'octubre de 1953 fins al 15 de gener de 1954), i també com a assistent sènior del Centralne Biuro Studiów i Projektów Przemysłu Torfowego Projekt Torf (del 19 de gener al 31 de novembre). Gràcies a l'ajuda de Stefan Kisielewski, Herbert va treballar com a gerent de l'oficina del cap de gestió a la Unió de Compositors Polonesos (ZKP) entre setembre de 1956 i març de 1957.

### 1956–1981

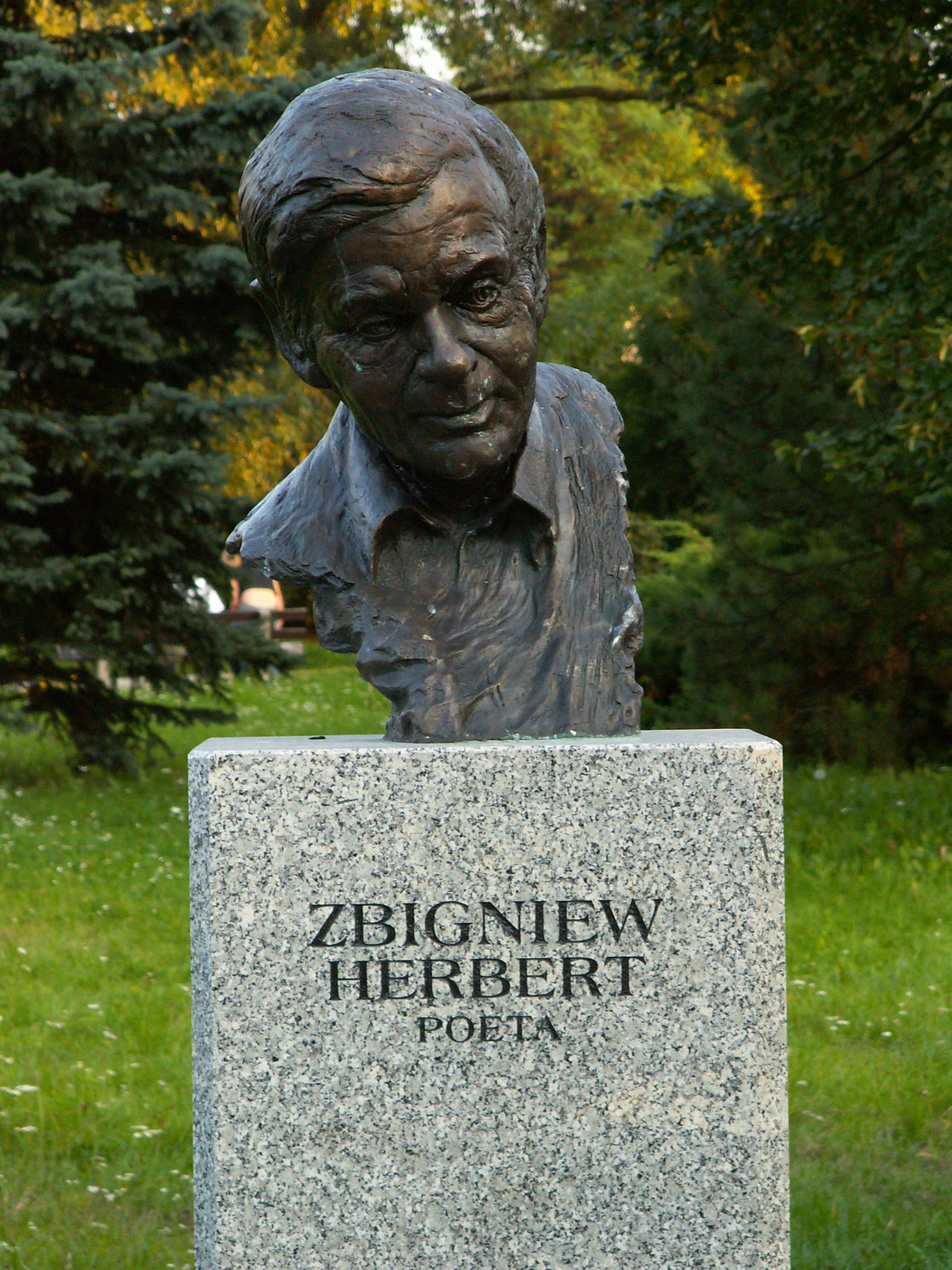
Bust de Zbigniew Herbert a Aleja Sław a la plaça de Skwer de Kielce

L'any 1956 a Polònia va marcar el final de l'estalinisme i, en conseqüència, també del realisme socialista com a únic i obligatori estil de l'art i la literatura. Això va permetre a Herbert debutar com a poeta (Struna światła va aparèixer el 1956). Gràcies a això, la seva posició material també va millorar. El 1957, amb el suport de Jerzy Zawieyski, va rebre un petit estudi per viure (a Varsòvia) un dels pisos distribuïts per a joves escriptors per la Unió d'Escriptors Polonesos (ZLP). També se li va concedir una beca (equivalent a 100 dòlars estatunidencs) que li va permetre fer el seu primer viatge a l'estranger.
La fascinació per la cultura mediterrània, d'una banda, i la incapacitat per adaptar-se a les lúgubres realitats i l'atmosfera de la República Popular de Polònia, d'altra banda, feien del viatjar la seva passió. Tot i tenir molts problemes, sempre va intentar ampliar el seu passaport, que li donava l'oportunitat de tornar al país. Mai va decidir emigrar definitivament. Els viatges, degut als escassos recursos financers recaptats de manera contínua a partir de fonts ad hoc: premis, ingressos per classes, etc., tenien el menor cost possible. Això es reflectiria en la seva salut en el futur, però li permetia de conèixer el bell i molt diferent món des de prop ("Pregària del senyor Cogito - el viatger"), tant en les obres de la cultura material com en la gent que coneixeria. Va començar el seu primer viatge a l'estranger el 1958. Va anar per Viena a França (maig de 1958 - gener de 1959), va visitar Anglaterra (gener - març de 1959), Itàlia (juny-juliol de 1959) i després França. Va tornar a Polònia el maig de 1960. El resultat d'aquest viatge va ser El bàrbar al jardí polonès: Barbarzyńca w ogrodzie.
A la tardor de 1963 va marxar novament, aquesta vegada a Anglaterra i Escòcia. El desembre del 1963, es va traslladar a París. El gener de 1964. A la Biblioteca polonesa de París va rebre el Premi Kościelski, cosa que li va permetre prolongar la seva estada a Occident. Va passar l'estiu de 1964 a Itàlia (juliol-agost de 1964) i Grècia (octubre de 1964), des d'on va tornar a França i cap a Polònia al final de l'any. Des de 1965 fins 1968 va ser membre del comitè de redacció de la revista mensual "Poezja". La temporada 1965-1966 va exercir com a director literari al Teatre Juliusz Osterwa de Gorzów Wielkopolski.
L'ocasió per al pròxim viatge va ser la recepció del Premi Lenau (Internationaler Nikolaus Lenau Preis) a Viena (octubre de 1965). El 1965 Herbert es va convertir en membre de l'Acadèmia de les Arts (Akademie der Künste) a Berlín Occidental i de l'Acadèmia de Belles Arts de Baviera a Múnic. A Àustria s'hi va estar fins a la primavera de 1966. Va viatjar per Alemanya; després va romandre durant molt de temps a França (juny de 1966 - setembre de 1967). Des d'allà es va traslladar a Alemanya novament, i de camí va visitar els Països Baixos i Bèlgica. A l'hivern de 1968 es va establir a Berlín. El 29 de març de 1968 es va casar al consolat polonès a París amb Katarzyna Dzieduszycka. A finals d'abril, la família Herbert va tornar a Berlín. L'estiu del 1968 Herbert va passar als Estats Units (per invitació del Poetry Center), i va visitar Nova York, Califòrnia, el Gran Canyó, Nou Mèxic, Nova Orleans, Washington i Los Angeles. En aquella època, es va publicar als Estats Units la traducció de les seves obres, i això el va convertir en un dels poetes contemporanis més populars en el cercles de llengua anglesa.
Durant aquest viatge va fer diverses xerrades a Nova York, Berkeley i Los Angeles. Des dels Estats Units va anar a Berlín, on va viure fins a mitjans de setembre de 1970 (amb algunes breus estades a Polònia i vacances a Itàlia). El 1969, va participar en Dei Duo Mundi (El Festival dels Dos Móns). Des de setembre de 1970 fins a juny de 1971, els Herbert es van quedar novament als Estats Units, on el poeta feia classes com a professor visitant a la Universitat Estatal de Califòrnia, Los Angeles.
Des de la tardor de 1971 fins a la primavera de 1973, va viure com a convidat, en absència de casa pròpia, a l'apartament d'Artur Międzyrzecki a Varsòvia. El 1972 es va convertir en membre de la junta de l'Associació d'Escriptors Polonesos (ZLP, per les seves sigles en polonès) i es va involucrar en les activitats prodemocràcia iniciades pels cercles literaris - fou un dels signants de la "List 17 ("Carta dels 17") que donava suport als drets civils dels membres de l'organització anticomunista Moviment ("Ruch"). Fou també organitzador de les protestes contra la censura. El 1972 es va incorporar al PEN Club.
El 1973 va marxar a Viena per rebre el Premi Herder. Va passar aquell estiu a Grècia amb Magdalena i Zbigniew Czajkowski-Dębczyński, i va tornar a Polònia a la tardor. En el curs 1973/74, va impartir classes a la Universitat de Gdańsk. El 1974 va signar la "Carta dels 15" (List 15) sobre els drets de la diàspora polonesa a l'URSS. També va signar el desembre de 1975 el Memoriał 59 contra els canvis en la Constitució de la República Popular de Polònia. El 1974 es va instal·lar al carrer Promenada de Varsòvia.
Va passar el 1975-1981 a l'estranger, principalment a Alemanya i a Àustria i Itàlia.

### 1981–1998

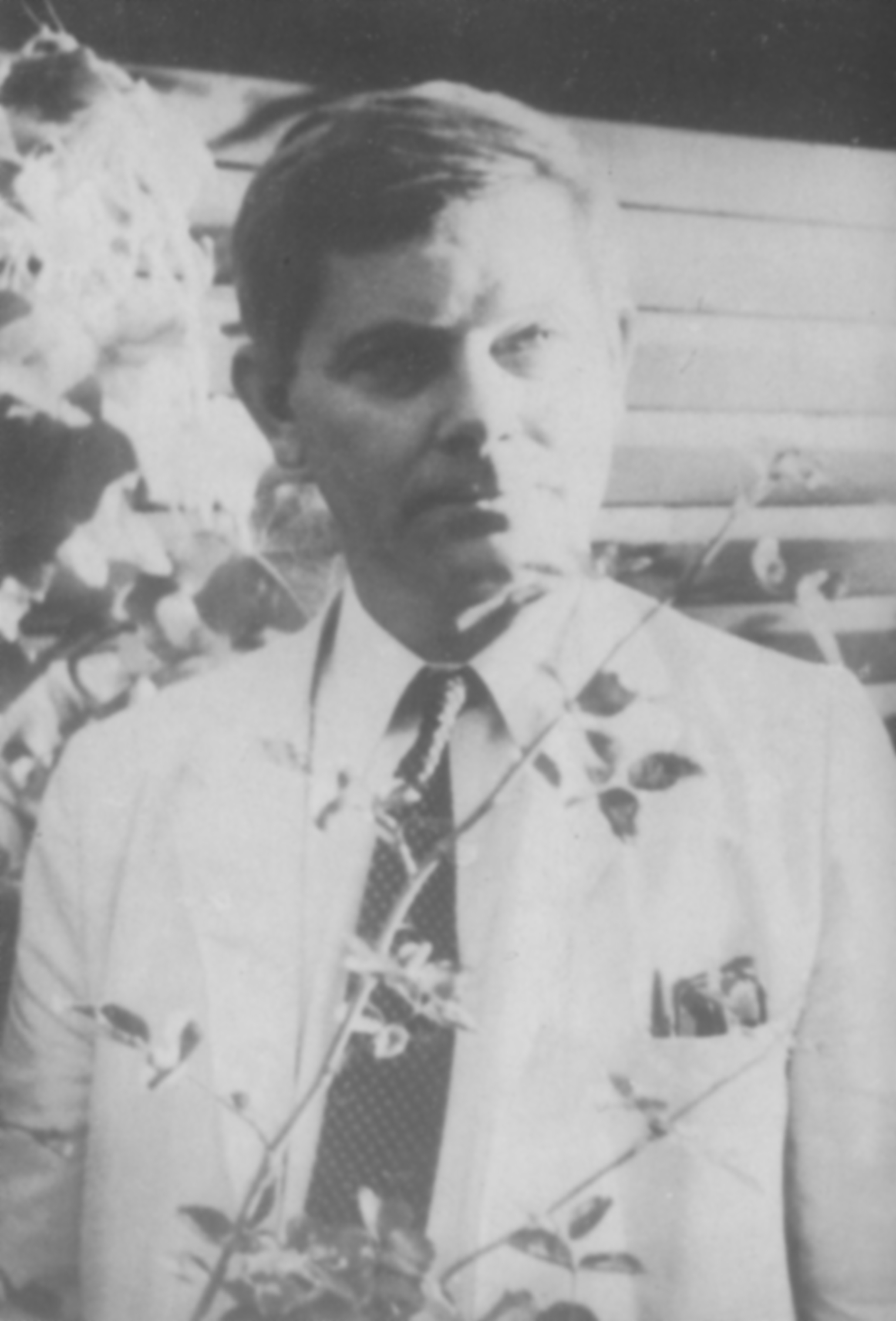
Zbigniew Herbert (abans de 1983)

Herbert va tornar a Polònia a principis de 1981 - en el període de les grans esperances associades a la creació de Solidarność. Després es va unir a l'equip editorial de la revista clandestina Zapis ("Registre"). Després de la imposició de la llei marcial va donar suport personalment a l'oposició, assistí a reunions secretes i va publicar a premsa clandestina. El seu treball es va convertir en un manifest de llibertat i expressió de la resistència, especialment per a les joves generacions, i la figura del poeta com a símbol d'oposició intransigent. Przemysław Gintrowski va tenir un paper important en l'aproximació de la poesia de Herbert als públics contemporani. Juntament amb Jacek Kaczmarski i Zbigniew Łapiński, va musicar els escrits del poeta i la va interpretar a l'escenari. El propi Herbert no estava satisfet amb aquestes accions al principi. No obstant això, més tard els va acceptar i bromejava tot dient que "escrivia les lletres de Gintrowski".
El 1986, Herbert es va traslladar a París. El 1989 es va incorporar a l'Associació Polonesa d'Escriptors. Un any després es va convertir en membre de l'Acadèmia Americana i de l'Institut d'Arts i Lletres (American Academy and Institute of Arts and Letters).
Abans de 1989 va ser guardonat amb la Creu de Cavaller de l'Orde Polònia Restituta. El fet de rebre el Premi Literari de Jerusalem el maig de 1991 de nou li va donar l'oportunitat de viatjar - tot i que breument- aquesta vegada a Israel. Allí es va fer amic de Iehuda Amikhai i va escriure un poema sobre ell. "A Iehuda Amikhai, perquè ets un rei i jo sóc un príncep".
El 1992 el poeta greument malalt va tornar a Varsòvia. Consternació en alguns del seus recents amics de l'oposició va provocar el seu suport a l'afirmació dels editors d'Arka sobre la descomunització de l'elit (1992, núm. 41) el periodisme decididament anticomunista al setmanari Tygodnik Solidarność El propi Herbert va escriure una carta al president Wałęsa sobre el cas del coronel Kukliński (1994). També va organitzar la recollida d'ajuda financera per a Txetxènia. Aquesta no era la seva única iniciativa. Anteriorment en una carta oberta al president dels Estats Units George H.W. Bush, va criticar la indiferència cap a la situació dels kurds. A més, va donar suport a la iniciativa de la Liga Republikańska ("Lliga Republicana") per aclarir les circumstàncies de la mort de Stanisław Pyjas i va advocar per desclassificar els arxius de la UB (Oficina de Seguretat) a partir de 1956.
En 1994, en una entrevista per a Tygodnik Solidarność, va criticar no només els Acords de la Taula Rodona i la imatge de la vida pública de la Tercera República, sinó també atacà personalment a destacats personatges públics, entre d'alters Czesław Miłosz i Adam Michnik, com a responsables de les dificultats del país. Aquestes polèmiques opinions van provocar polèmiques que continuarien fins i tot després de la mort de Herbert. Aquest conflicte té les seves arrels en diferents judicis sobre el règim comunista a Polònia durant l'època de la República Popular de Polònia.

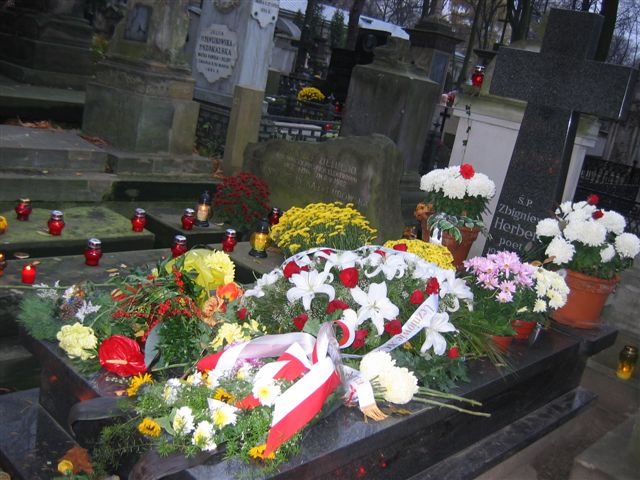
Làpida de Zbigniew Herbert al cementiri de Powązki, 1 de novembre de 2004

El 1993 es va convertir en membre de l'Acadèmia Americana de les Arts i les Ciències (Academy of Arts and Sciences). El 1994, ja en una cadira de rodes, va dur a terme el darrer viatge - als Països Baixos, amb motiu d'una exposició de tulipes a la Nieuwe Kerk. Va passar els últims anys de la seva vida lluitant amb la malaltia. Tenia asma severa, dificultats per parlar i gairebé no es movia del llit. No obstant això, encara va treballar intensament - Epilog burzy va aparèixer uns mesos abans de la seva mort.
Zbigniew Herbert va morir el 28 de juliol de 1998 a Varsòvia. Va ser enterrat al Cementiri de Powązki. El 30 de juliol de 1998, el president Aleksander Kwaśniewski li va concedir pòstumament l'Orde de l'Àguila Blanca però, la vídua del poeta, Katarzyna Herbertowa, es va negar a acceptar la condecoració. Després de gairebé 9 anys, el 3 de maig de 2007, Katarzyna Herbert i la germana del poeta, Halina Herbert-Żebrowska, van recollir aquesta distinció de mans del següent president, Lech Kaczyński.]

## Família i vida privada
El 29 de març de 1968, al consolat polonès de París, es va casar amb Katarzynę Dzieduszycką (n. 1929, filla de Włodzimierz Dzieduszyck), La parella romandria unida fins a la mort del poeta. Zbigniew Herbert tenia dos germans: Janusz (1931-1941) i Halina (1923-2017), Żebrowska pel primer matrimoni. El nebot del poeta, Rafał Żebrowski és investigador de l'obra de Herbert i autor del llibre „Zbigniew Herbert. Kamień, na którym mnie urodzono” (2011) publicat per l'Institut editorial estatal (PIW),
La família del poeta està involucrada en molts esdeveniments i organitzacions relacionades amb la seva obra, inclosa la Herbertiada anual organitzada a Kołobrzeg, i també són membres del Patronat del Consell del Klub Herbertowskich Szkół.

## Creativitat

### Poesia

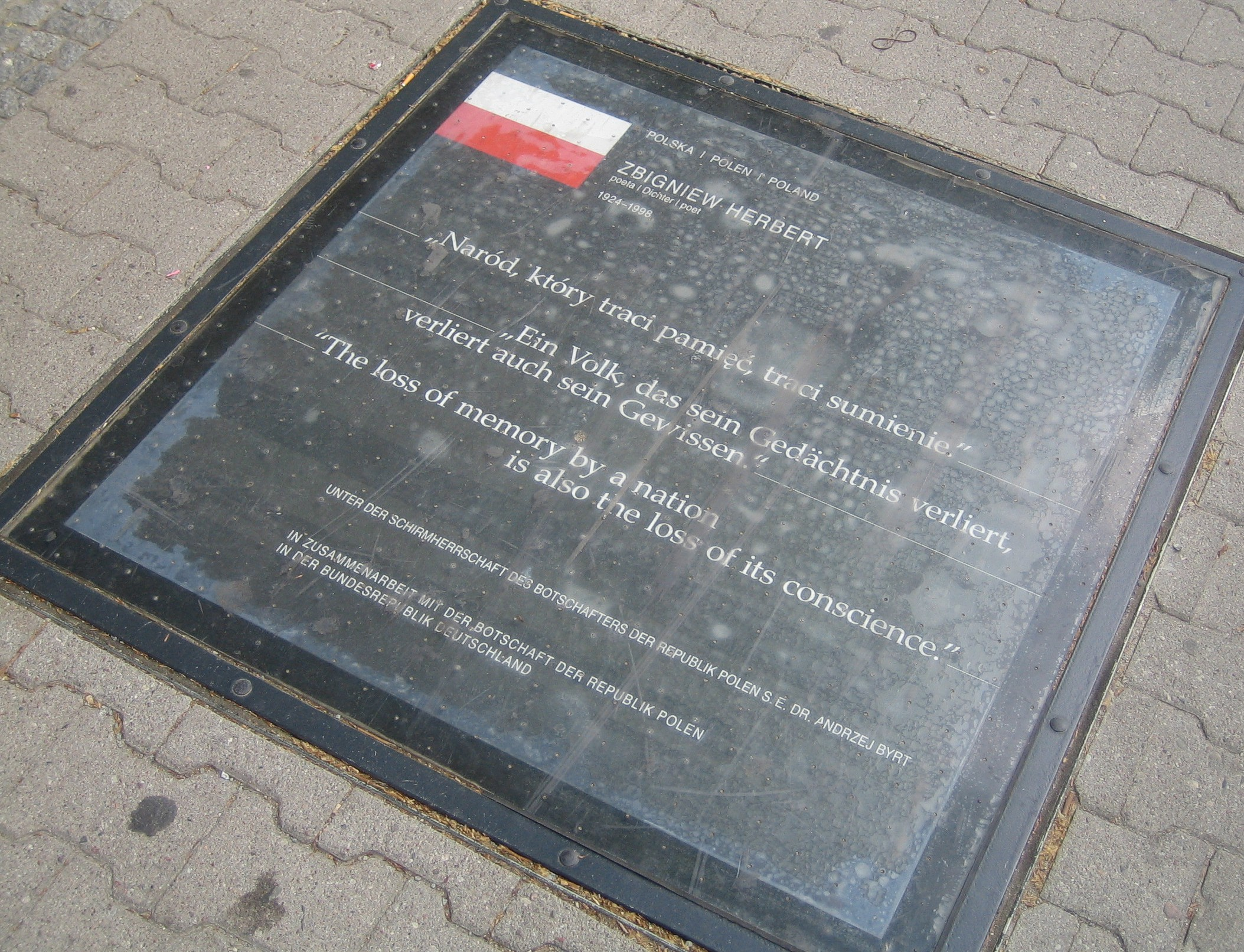
"Un poble que perd la seva memòria, perd també la seva consciència" (Herbert). Placa a Mehringplatz, Berlin.

Els primers poemes de Herbert es van publicar a la revista Dziś i jutro (núm. 37 de 1950). Aquests foren: Napis ("Inscripció"), Pożegnanie września ("Adéu al setembre") i Złoty środek ("Centre daurat"); no obstant això, foren impresos sense el consentiment de l'autor. El debut poètic, en el ple sentit de la paraula, va ser la publicació a finals del mateix any, del poema sense títol Palce wrzeciona dźwięków… a Tygodnik Powszechny (núm. 51). Fins al 1955, el poeta va publicar algunes de les seves obres en aquest setmanari, i romangué fora del corrent principal de la vida literària. Sense possibilitat de tenir el seu propi volum de poemes, es va decidir a publicar 22 poemes en una antologia de moderna poesia catòlica: …każdej chwili wybierać muszę… (Varsòvia, 1954).
Herbert fou presentat a un públic més ampli a Premiera pięciu poetów (El debut de cinc poetes) a la revista Życie Literackie (núm. 51, desembre de 1955). Fou presentat junt amb altres cinc joves poetes: Miron Białoszewski, Bohdan Drozdowski, Stanisław Czycz i Jerzy Harasymowicz. El 1956 va publicar el seu llibre primer llibre de poesia, titulat Struna światła ("Cadena de llum") i un any més tard va arribar un altre titulat Hermes, pies i gwiazda ("Hermes, gos i estel"). El debut relativament tardà de Herbert el va fer pertànyer a la generació dels "temps moderns" ("Współczesności") que va aparèixer després de 1956, tot i que biogràficament pertanyia a la mateixa generació que Krzysztof Kamil Baczyński i Tadeusz Różewicz.
Dos llibres més de poesia, Studium przedmiotu ("Estudi de l'objecte") i Napis ("Inscripció") es van publicar el 1961 i 1969. El 1974, l'heroi del títol de la propera col·lecció, el "Senyor Cogito" (Pan Cogito) es va convertir en un èxit en la cultura polonesa. El personatge del senyor Cogito apareixerà també a les darreres obres de l'autor.
El 1983, Herbert va publicar, a l'Institut Literari de París, el següent llibre, amb el significatiu títol d'«Informe de la ciutat assetjada i altres poemes», polonès: Raport z oblężonego Miasta i inne wiersze. A Polònia es va reimprimir en editorials clandestines. El temps i les circumstàncies de la publicació del volum eren propicis de la comprensió literal del títol del poema. Si bé el fet que el títol provoqués aquesta mena de malentès conduïa inevitablement a simplificar la interpretació del poema. També a París apareix un altre volum - Elegia na odejście ("Elegia a la partida") (1990). El 1992, ja havent tornat a Polònia, va publicar Rovigo (Wrocław). Uns mesos abans de la mort de l'autor, va sortir l'últim volum, Epilog burzy ("Epíleg a una tempesta").
La poesia de Herbert, fet que els crítics van observar immediatament, sovint són relats mitològics, herois antics i obres d'art; no obstant això, no tenen el paper d'elements morts de la convenció literària. Herbert utilitza un mecanisme de desmitificació particular: intenta rebutjar totes les estratificacions culturals (si tal procediment és possible) i arribar a l'original, enfront dels antics herois. En la seva obra, el passat no és quelcom llunyà i tancat: els personatges i els esdeveniments animats permeten intentar entendre la història i, per tant, la comprensió i el moment present. El passat és una mesura per al present.
No hi ha una concepció historiogràfica consistent en la poesia de Herbert. Al contrari - hi ha una clara aversió als sistemes que expliquen tot, expliquen el desenvolupament dels esdeveniments amb la inevitable lògica de la història. El que es pot dir sobre la història només es produeix a partir d'una observació simple: que és (o almenys fins ara era) una àrea de desbordament del mal, a la qual s'oposa perpètuament un grapat de gent indòmita. Un individu no pot canviar el curs de la història, sinó que està obligat a resistir, malgrat tot, amb una resistència desesperada. El fonament ètic de l'obra de Herbert és la convicció que la justícia d'una determinada matèria i la finalitat de les accions adoptades en la seva defensa no depenen de les possibilitats de guanyar. Aquest missatge patètic és acompanyat d'una consciència irònica que es manifesta en una època decididament no heroica: una època en què un heroi potencial no està amenaçat pel martiri, sinó pel ridícul. L'heroi, conscient del seu propi ridícul, provoca situacions crítiques no només per preservar la fidelitat del missatge, sinó també per provocar i forçar el mal per revelar la seva naturalesa real. La característica del món modern és l'existència de fronteres borroses entre el bé i el mal, la degeneració del llenguatge que elimina les paraules d'una ambigüitat, la devaluació universal dels valors. El mal modern no és demoníac i no es pot definir fàcilment.
Tanmateix, l'avaluació difícil del present no significa idealitzar la història. Les últimes experiències de guerra han posat fi a la percepció ingenu del passat. La sospita de l'expositor sorgeix perquè les visions de la història solen ser creades pels cronistes dels guanyadors. Per tant, el que està sota el fresc Przemiany Liwiusza ("Transformacions de Livi") s'hauria d'analitzar amb diligència. La imatge monumental dels antics herois pot ser falsa, o d'una altra manera: es pot basar en criteris de valoració, que no s'han de reconèixer sense criteri. Possiblement, els vençuts són els que tenen dret a la nostra solidaritat.
Segons Herbert, la història no és l'únic camp (tot i que és potser el més fàcil de veure) on el mal es manifesta per sí sol. La presència del mal implica una pregunta sobre l'ordre i el sentit del món i, per tant, la presència de Déu en aquest món. La història de la literatura encara no ha resolt la disputa sobre el sagrat en la poesia de Herbert. En els seus volums més primerencs es poden observar dues imatges completament diferents de Déu, una vegada és omnipotent, fred, perfecte i remot i la següent vegada és impotent per la seva desaparició del cel Kapłan ("Sacerdot") Rozmyślania Pana Cogito o odkupieniu ("Les reflexions del senyor Cogito sobre la redempció"). Aquest primer Déu desperta una clara reticència, com totes les abstraccions, de fet; tot el que es valora en aquesta poesia és petit, tangible i proper. Al cap i a la fi, són els sentits, sobretot el toc més innocent, el que ens proporciona el suport més fiable en la vida quotidiana. A més, en aquesta poesia, mai no hi ha reconciliació amb el col·lapse del sagrat, ni amb el món del caos. Davant de tot, ser fidel, fins i tot per un Déu mort, té sentit. A falta de cap altre refugi, se suposa que hem de buscar el poder en nosaltres per salvar el món del caos i el no-res Napis ("Inscripció").
En les seves obres posteriors, hi ha menys declaracions paganes, però la necessitat de reconciliació s'articula cada cop més. Comparat amb els poemes d'Epilog Burzy ("Epíleg a una tempesta") i les seves obres anteriors, Puste Niebo Pana Cogito no va recollir opinions de crítiques molt favorables.

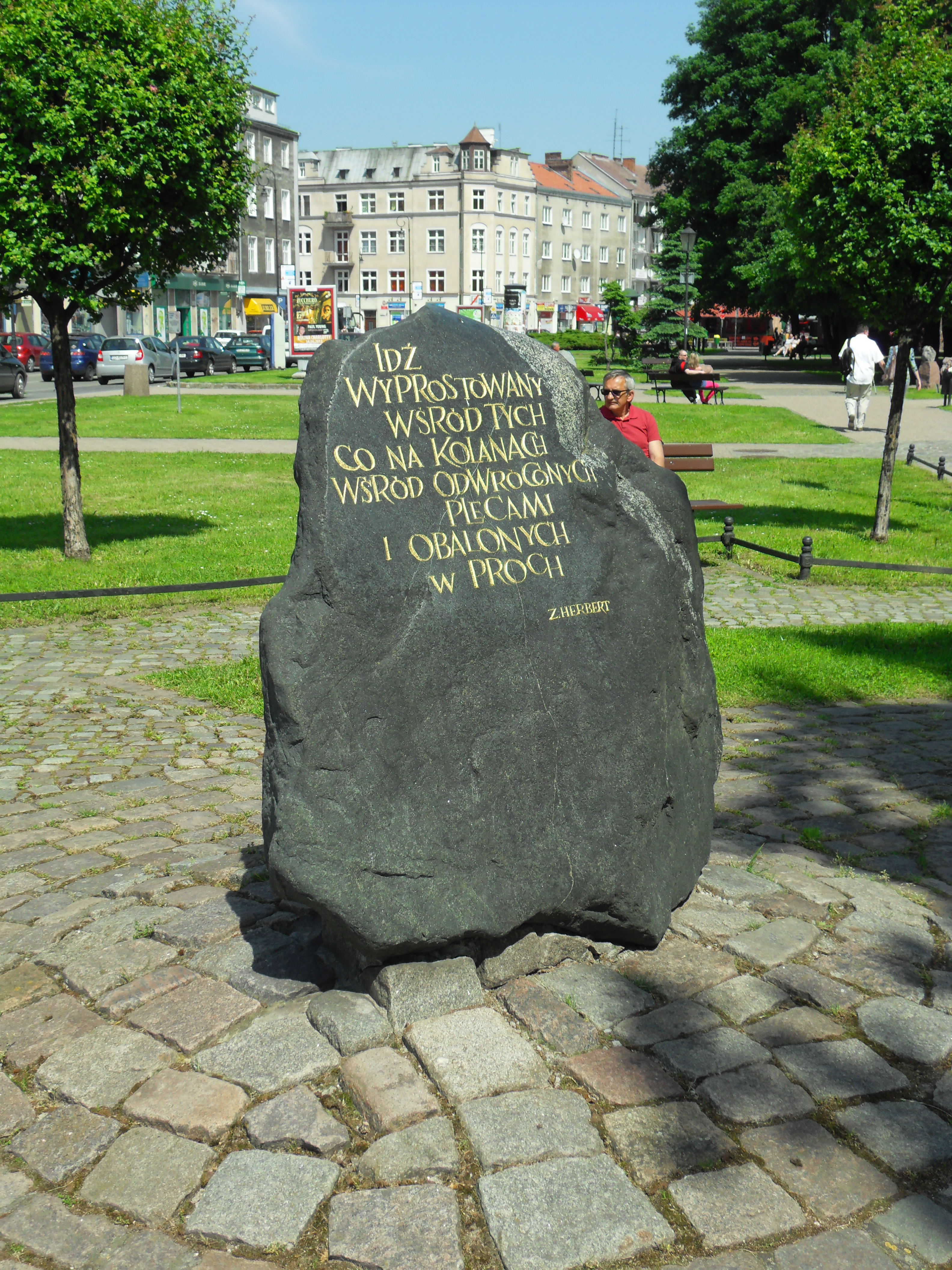
Una cita del "Missatge del senyor Cogito" a un obelisc de Gdańsk

#### Estil poètic
En les seves obres, va presentar la perspectiva "reflexió-intel·lectual", amb èmfasi en l'ésser humà i la seva dignitat, en el rerefons de la història, on la gent és pràcticament irrellevant en la màquina del destí. Sovint usava elements de la cultura mediterrània en les seves obres.
"L'estil irònicament separat, irònic i històric de Herbert representa, suposo, una forma de classicisme. Però és un classicisme unilateral (...). En certa manera, la poesia de Herbert és típica de tota l'actitud polonesa envers la seva posició dins del bloc comunista, independent, brillant, irònic, cautelós, una mica menyspreatiu, dolorós." – A. Alvarez, Under Pressure (1965)
"Si la clau de la poesia polonesa contemporània és l'experiència selectiva de les últimes dècades, Herbert potser és el més hàbil en expressar-ho i pot ser anomenat poeta d'ironia històrica. Aconsegueix una mena d'equilibri precari i dota de significat els patrons de la civilització, malgrat tots els seus horrors." – Czesław Miłosz, Postwar Polish Poetry (3a ed., 1983)
"No hi ha dubte que en aquest escrit, Zbigniew Herbert és el poeta més admirador i respectable que ara viu a Polònia. (...) Els lectors polonesos sempre han venerat poetes que aconsegueixen definir el dilema espiritual de la nació: el que és excepcional en Herbert és que la seva popularitat a casa coincideix amb un ampli reconeixement a l'estranger." – Stanisław Barańczak, A Fugitive from Utopia (1987)
En la poesia moderna, Herbert advocava per la transparència semàntica. En una xerrada pronunciada en una conferència organitzada per la revista "Odra", va dir:
"Per tant, sense tenir pretensions d'infal·libilitat, sinó només de les meves preferències, voldria dir que, en la poesia contemporània, els poemes que més m'han de cridar l'atenció són aquells en els quals discerneixo una cosa que anomenaria una qualitat de transparència semàntica (un terme manllevat de la lògica de Husserl). Aquesta transparència semàntica és la característica d'un signe consistent en això: que durant el temps en què s'utilitza el signe, l'atenció es dirigeix cap a l'objecte denotat, i el signe no crida l'atenció. El mot és una finestra a la realitat".

### Assaigs
Barbarzyńca w ogrodzie (Un bàrbar al jardí),), el resultat del primer viatge de Herbert a l'estranger, va ser publicat el 1962. Es compon d'assaigs que descriuen llocs i coses particulars que han vist el poeta, així com dos assajos històrics: la història sobre els albigesos i la persecució de l'Orde del Temple. El viatge es realitza en dues dimensions simultàniament: són viatges contemporanis i viatges en temps. Aquest últim comença a les coves prehistòriques de Lascaux, es perllonga per l'antiguitat clàssica de grecs i romans, els dies de les catedrals gòtiques, la pintura del Renaixement i els jardins sentimentals i es converteix en fascinant pel fet que el viatger comparteix amb els seus lectors el coneixement de la història més o menys seriosa dels llocs, objectes i persones. El mateix Herbert ho definia no només com un viatge als llocs, sinó també un viatge als llibres.
A Barbarzyńca w ogrodzie trobem dos assaigs històrics. La història de la croada albigesa i la caiguda dels templers ocupen Herbert, no per la seva singularitat, sinó al contrari, a causa de la seva ubiqüitat en la història. Per tant, ambdós són descrits pel poeta amb el respecte adequat als detalls històrics i cap al drama dels individus implicats, per la qual cosa es revelen mecanismes intemporals de delictes.
Una altra col·lecció d'assaigs, Martwa natura z wędzidłem ("Natura morta amb brida"), va aparèixer el 1993 i està dedicada a la pintura holandesa del segle XVII. Com a Barbarzyńca w ogrodzie, les preferències personals de l'autor són independents de les valoracions generalment acceptades. Entre els pintors holandesos, el que més fascina Herbert és el gairebé desconegut Torrentius, l'única obra del qual que es conserva és Natura morta amb brida. A diferència del volum anterior d'assaigs, el caràcter del viatger és menys visible. Encara està interessat en la gent - no només en els pintors, sinó també en aquells que compren i sovint encarreguen les seves obres, ja que la pintura holandesa és típica d'una certa civilització i no és possible que existeixi en cap altre lloc o moment.
Tot i que fou escrit molt abans del que Martwa natura z wędzidłem, l'últim volum d'assajos, titulat Labirynt nad morzem ("Laberint a la vora del mar") es va publicar només després de la mort del poeta. Herbert va lliurar aquest volum a l'editorial Czytelnik ja el 1968, però un temps després el va retirar. Labirynt nad morzem consisteix principalment en assajos dedicats a la cultura i la història grega antigues, així com, en menor mesura, als etruscs i als legionaris romans del mur d'Adrià. Aquesta vegada, però, sembla que el viatger no vol buscar el seu propi camí: fa front als monuments de la cultura: l'Acròpoli d'Atenes o Cnossos. I, tanmateix, quan es tracta de la història grega, s'extreuen episodis que ocupen poc espai als llibres de text i trenquen opinions prefixades. Mostra com la política de Pèricles en el cas de Samos es va convertir en el principi de la fi, no només de la unió de les ciutats gregues sinó també de la democràcia atenesa. Les avaluacions històriques es verifiquen de la mateixa manera que es va postular en poesia, canviant la perspectiva, rebutjant el punt de vista dels guanyadors. Va ser a Labirynt nad morzem on aquest principi es va donar de manera més visible.

### Drames
Tots els drames de Herbert van sorgir relativament d'hora. Els quatre primers quatre van ser escrites en els anys 1956-1961, només l'últim, el monodrama Listy naszych czytelników ("Cartes dels nostres lectors"), el 1972. Algunes d'aquestes obres es van crear com a drames de ràdio o més tard foren adaptades a les necessitats de la ràdio. Això és perfectament visible en la seva estructura: la tensió es crea principalment mitjançant so (veus d'herois, sons de fons, silenci) - altres mitjans teatrals són mínims. El poeta utilitzava un terme per al qual va exigir un lloc en classificacions literàries: "drama per a veus".
Jaskinia filozofów ("La cova dels filòsofs"), probablement el més valorat entre tots els drames de Herbert, i Rekonstrukcja poety ("La reconstrucció del poeta") es refereixen a l'antiguitat. La trama de Jaskinia filozofów es desenvolupa a la cel·la d'una presó atenenca, on el personatge principal, Sòcrates, espera la seva sentència de mort. Les converses que es donen amb els seus alumnes, la seva dona i el seu guarderia li permeten de fer un examen de la seva vida. No obstant això, aquest no és l'únic tema plantejat en el drama. Sòcrates podria escapar fàcilment si vol, ja que la pena de mort era simbòlica. Els que el van condemnar, suposen que escaparà i consideren que té aquesta possibilitat. Tanmateix, el filòsof no accepta la hipocresia de la llibertat sense llibertat: porta la situació a l'extrem, accepta la mort. La poesia Rekonstrukcja evoca la figura d'Homer. L'autor de grans èpiques, que ja és cec, canvia l'opinió del que és realment important i val la pena: no el tumult d'una gran batalla, sinó un detall, el més personal i fràgil.
Els altres tres drames fan referència a temes contemporanis. D'una manera molt convincent, mostren l'ordinarietat, la banalitat de la situació en què apareix el mal. Es pot anhelar l'altra habitació tant com desitjar la mort d'un veí o fins i tot contribuir-hi Drugi pokój ("L'altra habitació"). Hom pot ser desposseït de tot allò important a la vida a conseqüència de normes inhumanes i de l'estupidesa humana muda Listy naszych czytelników ("Cartes dels nostres lectors"). Potser en una petita ciutat normal, entre gent molt decent, pot succeir un assassinat, que ningú no pot explicar i que ningú no ha intentat evitar (Lalek).

## Premis
Segons una nota realitzada per un agent de la policia secreta (SB) a la Unió d'Escriptors Polonesos (Związek Literatów Polskich), Herbert va ser candidat al Premi Nobel de Literatura de 1968 juntament amb un altre escriptor polonès, Witold Gombrowicz. Aquesta informació va ser proporcionada pel secretari del Comitè Nobel que visitava Polònia en aquell moment. Un historiador de l'Instytut Pamięci Narodowej, Rafał Sierchuła, especula que el govern comunista a Polònia podria haver intentat evitar activament rebessin el premi, a causa de les seves opinions anticomunistes.
- Premi de l'Institut Polonès de les Arts i les Ciències dels Estats Units[33]
- Premi internacional Lenin (Viena)[33]
- Premi Nagroda Pierścienia (Associació d'Estudiants Polonesos) (1961)[33]
- Premi Kościelski (Ginebra) (1963)
- Premi Jurzykowski (1965)[33]
- Premi Nikolaus Lenau (1965)
- Premi austríac de literatura europea (1965)
- Premi Herder (Àustria) (1973)
- Petrarca-Preis (Germany) (1979)
- Premi Nagroda Literacka im. Andrzeja Struga (1981)
- Premi Solidarność (1984)
- Premi de poesia Mikołaj Sęp Szarzyński (1984)
- Premi literari internacional del Consell de les Arts de Gal·les (1984)
- Premi de la Fundació hongaresa del Príncep Gabor Bethlem (1987)
- Premi Bruno Schulz (Fundació Americana d'Estudis Polonesojueus i PEN Club Americà) (1988)
- Premi K. Szczęsny del PEN Club (1989)
- Premi Jan Parandowski del PEN Club polonès (1990)
- Premi Jerusalem per a la llibertat de l'individu en la societat (1991)
- Premi Vilenica (Associació d'Escriptors Eslovens) (1991)
- Premi Kazimierz Wyka (1993)
- Premi de la crítica alemanya al millor llibre de l'any (Martwa Natura z Wędzidłem) (1994)
- Premi T.S. Eliot de la Fundació Ingersol per a Escriptura Creativa (1995)
- Premi Jerzy Łojek[34][35]
- Premi de la ciutat de Münster (1996)

## Obres selectes

### Poesia
- Struna światła (1956)
- Hermes, pies i gwiazda (1957)
- Studium przedmiotu (1961)
- Napis (1969)
- Pan Cogito (1974)
- Raport z oblężonego Miasta i inne wiersze (París, 1983)
- Elegia na odejście (París, 1990).
- Rovigo (1992)
- Epilog burzy (1998)

### Drames
- Jaskinia filozofów (1956)
- Drugi pokój (1958)
- Rekonstrukcja poety (1960)
- Listy naszych czytelników (1972)

### Assaigs
- Barbarzyńca w ogrodzie (1962)
- Martwa natura z wędzidłem (1993)
- Labirynt nad morzem (2000, pòstumament)
- Król mrówek. Prywatna mitologia (2001, pòstumament)

## Traduccions al català
- Un bàrbar al jardí. Traducció i pròleg: Manel Bellmunt. LaBreu Edicions, 2009. ISBN 978-84-937152-2-9
- Informe des de la ciutat assetjada. Traducció de Grzegorz Gryc. Edicions de la guerra. 1993. ISBN 978-84-87734-21-2
- El senyor Cogito. Traducció de Xavier Farré. XVII Premi "Jordi Domènech de Traducció de Poesia". Jardins de Samarcanda, 103. Cafè Central / Eumo Editorial, 2021. ISBN 978-84-9766-740-1